# Ao Vivo em Salvador (álbum de Calcinha Preta)
Ao Vivo em Salvador é o primeiro álbum de vídeo da banda de forró eletrônico Calcinha Preta, gravado no Parque de Exposições de Salvador, em 13 de setembro de 2003. O álbum conta com mais de 30 milhões de streams somente na plataforma de áudio Spotify.

## Lista de faixas
| N.º            | Título                                  | Compositor(es)                                            | Intérpretes                                               | Duração |  |
| 1.             | "Abertura"                              |                                                           |                                                           | 1:57    |  |
| 2.             | "E o Vento Levou"                       | Chrystian Lima, Ivo Lima                                  | Berg Rabelo, Silvânia Aquino                              | 4:18    |  |
| 3.             | "Louca Por Ti" (Dust in the Wind)       | Kerry Livgren (versão: Gilton Andrade)                    | Daniel Diau, Paulinha Abelha                              | 3:25    |  |
| 4.             | "Por Amor"                              | Chrystian Lima, Ivo Lima                                  | Daniel Diau, Silvânia Aquino                              | 3:43    |  |
| 5.             | "Seu Namorado"                          | Binho Marques                                             | Berg Rabelo                                               | 3:55    |  |
| 6.             | "Amor da Minha Vida"                    | Chrystian Lima, Ivo Lima                                  | Silvânia Aquino                                           | 3:54    |  |
| 7.             | "Vem Ver a Calcinha Preta"              | Gilton Andrade                                            | Daniel Diau, Silvânia Aquino, Paulinha Abelha, Raied Neto | 3:49    |  |
| 8.             | "Sonho Lindo"                           | Nelson Mattos, Bispo Júnior                               | Paulinha Abelha                                           | 3:35    |  |
| 9.             | "Cobertor"                              | Chrystian Lima                                            | Daniel Diau                                               | 4:14    |  |
| 10.            | "Desilusão"                             | Beto Ramos                                                | Daniel Diau                                               | 3:28    |  |
| 11.            | "Te Quero Namorar"                      | Gilton Andrade                                            | Paulinha Abelha, Raied Neto                               | 4:22    |  |
| 12.            | "Te Amo Tanto"                          | Sivaldo Dias                                              | Berg Rabelo                                               | 3:00    |  |
| 13.            | "Refém"                                 | Marquinhos Maraial                                        | Berg Rabelo                                               | 3:54    |  |
| 14.            | "Agora Estou Sofrendo" (Bleeding Heart) | Edu Falaschi, Rafael Bittencourt (versão: Gilton Andrade) | Daniel Diau                                               | 3:57    |  |
| 15.            | "Hello"                                 | Robi Draco Rosa                                           | Daniel Diau                                               | 3:35    |  |
| 16.            | "Eu Vim Pra Te Ver"                     | Gilton Andrade                                            | Daniel Diau, Paulinha Abelha                              | 2:31    |  |
| 17.            | "Não Diga Não"                          | Chrystian Lima                                            | Daniel Diau                                               | 4:00    |  |
| 18.            | "Coração Bobo"                          | Marquinhos Maraial, Beto Caju                             | Daniel Diau, Paulinha Abelha                              | 4:09    |  |
| 19.            | "Melhores Momentos"                     |                                                           |                                                           | 10:21   |  |
| Duração total: | Duração total:                          | Duração total:                                            | Duração total:                                            | 76:07   |  |

## Ficha técnica[8]

### Vocalistas
- Daniel Diau, Berg Rabelo, Paulinha Abelha, Silvânia Aquino, Raied Neto

### Músicos
- Cloves Sena - Guitarra/Violão
- Petta - Teclados
- Jairo - Teclados
- Chrystian Lima - Violão
- Gilson Batata - Baixo/Violão
- Roberto Cezar - Bateria
- Muzenza - Percussão
- Alex - Acordeon
- Marilda, Nurimar, Iris - Backing vocal

### Bailarinos
- Nando Borges
- Karlla Lins
- Viktor Romão
- Débora Cruz
- Rogério Gadelha
- Maristela Sales
- Júnior Marsena
- Hilda Santos
- Judson
- Renata Suyellen